# نقش البريج
نقش البريج هو نص آرامي على نصب حجري أبعاده 115 * 34 سم. وجد في قرية البريج حوالي 7 كم شمالي حلب، وبينت عمليات المسح الاثري بالمنطقة أنها تخلو من آثار العصر الحديدي، وبالتالي فإن النقش قد نقل في زمنًا ما إلى المنطقة.

## تأريخ النقش
شكل الحروف ونمط الكتابة يرجع النقش إلى القرن التاسع ق.م 

## قراءة النقش
قدم الباحث الأمريكي بيتارد دراسة جديدة لنقش عام 1985 م. بعد أن كان الباحث الفرنسي دوناد قد درسه سابقًا عام 1939 م.
1. ن ص ب ا . ز ي . ش م . ب ر ه [د]
2. د د . ب ر ع ت ر ه م ك .
3. م ل ك . ا ر م . ل م ر ا ه . ل م ل ق ر
4. ت . ز ي . ن ز ر . ل ه . و ش م ع . ل ق ل
5. ه

## ترجمة النقش
```
ترجمة بيتارد وتعريب فاروق إسماعيل
[
3
]
```

1. النصب الذي اقام بر هـ[د]
2. دد بن عترهمك
3. ملك آرام لسيده لملقر
4. ت الذي نذر له وسمع لقولـ
5. ـه

## تعليقات على النقش
النقش مقدم للإله ملقرت. وقد ظن أغلب الباحثين الذين تعاطوا مع النقش وفق قراءة وترجمة الباحث الفرنسي دوناد، أن اسم برهدد يحيل إلى أحد ملوك مملكة آرام دمشق، إلا أن قراءة وترجمة الباحث الأمريكي بيتارد بينت أنه شخص مختلف.
كذلك يبين النقش أن دلالة اسم آرام لا يقتصر على مملكة آرام دمشق، بل إلى جميع مناطق سيادة الآرامين في شمال بلاد الرافدية وبلاد الشام. يدل على ذلك عديد الإشارات الواردة في كتابات ملوك آشور وفي نقوش السفيرة الآرامية، إذ يرد: كل آرام، وملوك آرام العليا والسفلى.